# Sancho Dávila de Ágreda
Sancho Dávila de Ágreda (17 de mayo de 1870 - 4 de febrero de 1941), X conde de Villafuente Bermeja. Aristócrata español perteneciente al linaje de los Dávila de Jerez de la Frontera, una de las familias más relevantes de dicha ciudad desde que se establecieron con la repoblación de Alfonso X el Sabio.

## Biografía
Nace en 1870 en la casa de sus padres de la calle Porvera de Jerez de la Frontera y fallece en 1941 en Puerto Real.
Continuando con la tradición familiar, ingresa como caballero en la Real Maestranza de Caballería de Ronda al igual que sus antepasados, sus hermanos el marqués de Villamarta-Dávila y el marqués de Mirabal, y su cuñado el conde del Moral de Calatrava.
Casado con María de las Mercedes Fernández Gutiérrez de Celis y Ariosa (*La Habana 1883, †Cádiz 1957). Hija de Miguel Fernández y Gutiérrez de Celis, natural de Santiago de Cuba, y de su esposa María del Carmen Ariosa y del Casal. Tuvieron por hijos a: 
- María del Carmen Dávila y Fernández de Celis, casada con Carlos Martel Viniegra, General Subintendente de la Armada, hijo de los Marqueses de La Garantía. Con descendencia.

- María de las Mercedes Dávila y Fernández de Celis, casada con José Luis Gener Cuadrado, Capitán de Navío de la Armada. Con descendencia.

- Sancho Dávila y Fernández de Celis, XI conde de Villafuente Bermeja, miembro de la Asociación de Hidalgos a Fuero de España, Cofundador de la Falange Española con su primo tercero José Antonio Primo de Rivera y Sáenz de Heredia. Con descendencia.

- Francisco Dávila y Fernández de Celis, Maestrante de Ronda. Casado con María Ruiz del Portal Costa. Con descendencia.

- Miguel Dávila y Fernández de Celis, casado en `primera nupcias con María de África García de Sola y Moyano, de la que enviudó, y en segunda con María O'Neill Castrillo, hija de los Marqueses de La Granja, de Villaverde de San Isidro y Condes de Benagiar. Ambos matrimonio con descendencia.

- Emilia Dávila y Fernández de Celis. Casada con Federico Mariñas Gil de los Reyes. Con descendencia.

## Sucesión en el condado de Villafuente Bermeja
Su padre, Álvaro Dávila y Pérez de Grandallana, VII Marqués de Villamarta-Dávila, VIII Marqués de Mirabal y Conde de Villafuente Bermeja, dejó establecido el reparto de los tres Títulos del Reino que poseía entre sus tres hijos varones. De este modo en 1888 Álvaro sucedió en el Marquesado de Villamarta-Dávila, Gonzalo en el Marquesado de Mirabal y Sancho en el Condado de Villafuente Bermeja. A su muerte sucedió su hijo Sancho.
| Predecesor: Álvaro Dávila y Pérez de Grandallana | Conde de Villafuente Bermeja | Sucesor: Sancho Dávila y Fernández de Celis |

## Ancestros de don Sancho Dávila de Ágreda, X conde de Villafuente Bermeja
|  | |  |  |  |  |  |  |  |  |  |  |  |  |  |  |  |
|  | 16. Álvaro Dávila y Guzmán, V marqués de Villamarta Dávila                                                                            |  |  |  |  |  |  |  |  |  |  |  |  |  |  |  |
|  | |  |  |  |  |  |  |  |  |  |  |  |  |  |  |  |
|  | |  |  |  |  |  |  |  |  |  |  |  |  |  |  |  |
|  | 8. Álvaro Dávila y Núñez de Villavicencio, VI marqués de Villamarta Dávila, VI marqués de Mirabal y VII conde de Villafuente Bermeja  |  |  |  |  |  |  |  |  |  |  |  |  |  |  |  |
|  | |  |  |  |  |  |  |  |  |  |  |  |  |  |  |  |
|  | |  |  |  |  |  |  |  |  |  |  |  |  |  |  |  |
|  | 17. María Núñez de Villavicencio y Fernández de Villavicencio                                                                         |  |  |  |  |  |  |  |  |  |  |  |  |  |  |  |
|  | |  |  |  |  |  |  |  |  |  |  |  |  |  |  |  |
|  | |  |  |  |  |  |  |  |  |  |  |  |  |  |  |  |
|  | 4. Álvaro Dávila y Adorno, VII marqués de Villamarta Dávila, VII marqués de Mirabal y VIII conde de Villafuente Bermeja               |  |  |  |  |  |  |  |  |  |  |  |  |  |  |  |
|  | |  |  |  |  |  |  |  |  |  |  |  |  |  |  |  |
|  | |  |  |  |  |  |  |  |  |  |  |  |  |  |  |  |
|  | 18. Agustín Adorno y López de Espínola, V conde de Montegil                                                                           |  |  |  |  |  |  |  |  |  |  |  |  |  |  |  |
|  | |  |  |  |  |  |  |  |  |  |  |  |  |  |  |  |
|  | |  |  |  |  |  |  |  |  |  |  |  |  |  |  |  |
|  | 9. Juana de Dios Adorno y Ponce de León                                                                                               |  |  |  |  |  |  |  |  |  |  |  |  |  |  |  |
|  | |  |  |  |  |  |  |  |  |  |  |  |  |  |  |  |
|  | |  |  |  |  |  |  |  |  |  |  |  |  |  |  |  |
|  | 19. Mariana Ponce de León y Ponce de León                                                                                             |  |  |  |  |  |  |  |  |  |  |  |  |  |  |  |
|  | |  |  |  |  |  |  |  |  |  |  |  |  |  |  |  |
|  | |  |  |  |  |  |  |  |  |  |  |  |  |  |  |  |
|  | 2. Álvaro Dávila y Pérez de Grandallana, VIII marqués de Villamarta Dávila, VIII marqués de Mirabal y IX conde de Villafuente Bermeja |  |  |  |  |  |  |  |  |  |  |  |  |  |  |  |
|  | |  |  |  |  |  |  |  |  |  |  |  |  |  |  |  |
|  | |  |  |  |  |  |  |  |  |  |  |  |  |  |  |  |
|  | 20. Francisco Pérez de Grandallana y Sierra                                                                                           |  |  |  |  |  |  |  |  |  |  |  |  |  |  |  |
|  | |  |  |  |  |  |  |  |  |  |  |  |  |  |  |  |
|  | |  |  |  |  |  |  |  |  |  |  |  |  |  |  |  |
|  | 10. Francisco José Pérez de Grandallana y Fontecha                                                                                    |  |  |  |  |  |  |  |  |  |  |  |  |  |  |  |
|  | |  |  |  |  |  |  |  |  |  |  |  |  |  |  |  |
|  | |  |  |  |  |  |  |  |  |  |  |  |  |  |  |  |
|  | 21. Inés Fontecha y Henestrosa |  |  |  |  |  |  |  |  |  |  |  |  |  |  |  |
|  | |  |  |  |  |  |  |  |  |  |  |  |  |  |  |  |
|  | |  |  |  |  |  |  |  |  |  |  |  |  |  |  |  |
|  | 5. Josefa Pérez de Grandallana y Angulo                                                                                               |  |  |  |  |  |  |  |  |  |  |  |  |  |  |  |
|  | |  |  |  |  |  |  |  |  |  |  |  |  |  |  |  |
|  | |  |  |  |  |  |  |  |  |  |  |  |  |  |  |  |
|  | 22. Pablo de Angulo y Poblaciones |  |  |  |  |  |  |  |  |  |  |  |  |  |  |  |
|  | |  |  |  |  |  |  |  |  |  |  |  |  |  |  |  |
|  | |  |  |  |  |  |  |  |  |  |  |  |  |  |  |  |
|  | 11. Petronila de Angulo y Astorga |  |  |  |  |  |  |  |  |  |  |  |  |  |  |  |
|  | |  |  |  |  |  |  |  |  |  |  |  |  |  |  |  |
|  | |  |  |  |  |  |  |  |  |  |  |  |  |  |  |  |
|  | 23. Josefa de Astorga y Argumedo |  |  |  |  |  |  |  |  |  |  |  |  |  |  |  |
|  | |  |  |  |  |  |  |  |  |  |  |  |  |  |  |  |
|  | |  |  |  |  |  |  |  |  |  |  |  |  |  |  |  |
|  | 1. Sancho Dávila de Ágreda, X conde de Villafuente Bermeja                                                                            |  |  |  |  |  |  |  |  |  |  |  |  |  |  |  |
|  | |  |  |  |  |  |  |  |  |  |  |  |  |  |  |  |
|  | |  |  |  |  |  |  |  |  |  |  |  |  |  |  |  |
|  | 24. Simón de Ágreda y Martínez de Cabezón                                                                                             |  |  |  |  |  |  |  |  |  |  |  |  |  |  |  |
|  | |  |  |  |  |  |  |  |  |  |  |  |  |  |  |  |
|  | |  |  |  |  |  |  |  |  |  |  |  |  |  |  |  |
|  | 12. José Antonio de Ágreda y Ximénez-Chantre                                                                                          |  |  |  |  |  |  |  |  |  |  |  |  |  |  |  |
|  | |  |  |  |  |  |  |  |  |  |  |  |  |  |  |  |
|  | |  |  |  |  |  |  |  |  |  |  |  |  |  |  |  |
|  | 25. María Josefa Ximénez-Chantre de Guzmán y Tinoco                                                                                   |  |  |  |  |  |  |  |  |  |  |  |  |  |  |  |
|  | |  |  |  |  |  |  |  |  |  |  |  |  |  |  |  |
|  | |  |  |  |  |  |  |  |  |  |  |  |  |  |  |  |
|  | 6. Gonzalo de Ágreda y Dominé |  |  |  |  |  |  |  |  |  |  |  |  |  |  |  |
|  | |  |  |  |  |  |  |  |  |  |  |  |  |  |  |  |
|  | |  |  |  |  |  |  |  |  |  |  |  |  |  |  |  |
|  | 26. Saturnino de Dominé y Boninfant                                                                                                   |  |  |  |  |  |  |  |  |  |  |  |  |  |  |  |
|  | |  |  |  |  |  |  |  |  |  |  |  |  |  |  |  |
|  | |  |  |  |  |  |  |  |  |  |  |  |  |  |  |  |
|  | 13. Francisca de Caracciolo Dominé y Mena                                                                                             |  |  |  |  |  |  |  |  |  |  |  |  |  |  |  |
|  | |  |  |  |  |  |  |  |  |  |  |  |  |  |  |  |
|  | |  |  |  |  |  |  |  |  |  |  |  |  |  |  |  |
|  | 27. María de la Santísima Trinidad de Mena y de Gola                                                                                  |  |  |  |  |  |  |  |  |  |  |  |  |  |  |  |
|  | |  |  |  |  |  |  |  |  |  |  |  |  |  |  |  |
|  | |  |  |  |  |  |  |  |  |  |  |  |  |  |  |  |
|  | 3. Francisca de Caracciolo de Ágreda y Balleras                                                                                       |  |  |  |  |  |  |  |  |  |  |  |  |  |  |  |
|  | |  |  |  |  |  |  |  |  |  |  |  |  |  |  |  |
|  | |  |  |  |  |  |  |  |  |  |  |  |  |  |  |  |
|  | 28. Guillermo Esteban Bailleres |  |  |  |  |  |  |  |  |  |  |  |  |  |  |  |
|  | |  |  |  |  |  |  |  |  |  |  |  |  |  |  |  |
|  | |  |  |  |  |  |  |  |  |  |  |  |  |  |  |  |
|  | 14. Juan Balleras y Ghissely |  |  |  |  |  |  |  |  |  |  |  |  |  |  |  |
|  | |  |  |  |  |  |  |  |  |  |  |  |  |  |  |  |
|  | |  |  |  |  |  |  |  |  |  |  |  |  |  |  |  |
|  | 29. María Teresa Ghissely |  |  |  |  |  |  |  |  |  |  |  |  |  |  |  |
|  | |  |  |  |  |  |  |  |  |  |  |  |  |  |  |  |
|  | |  |  |  |  |  |  |  |  |  |  |  |  |  |  |  |
|  | 7. Enriqueta Balleras y Monroy |  |  |  |  |  |  |  |  |  |  |  |  |  |  |  |
|  | |  |  |  |  |  |  |  |  |  |  |  |  |  |  |  |
|  | |  |  |  |  |  |  |  |  |  |  |  |  |  |  |  |
|  | 30. Francisco Javier Monroy |  |  |  |  |  |  |  |  |  |  |  |  |  |  |  |
|  | |  |  |  |  |  |  |  |  |  |  |  |  |  |  |  |
|  | |  |  |  |  |  |  |  |  |  |  |  |  |  |  |  |
|  | 15. María de los Dolores Monroy y Navarro                                                                                             |  |  |  |  |  |  |  |  |  |  |  |  |  |  |  |
|  | |  |  |  |  |  |  |  |  |  |  |  |  |  |  |  |
|  | |  |  |  |  |  |  |  |  |  |  |  |  |  |  |  |
|  | 31. María Navarro |  |  |  |  |  |  |  |  |  |  |  |  |  |  |  |
|  | |  |  |  |  |  |  |  |  |  |  |  |  |  |  |  |
|  | |  |  |  |  |  |  |  |  |  |  |  |  |  |  |  |